# Parapseudes
Parapseudes är ett släkte av kräftdjur. Parapseudes ingår i familjen Parapseudidae.
Kladogram enligt Catalogue of Life:
| Parapseudes | \| \| Parapseudes francispori \| \| \| \| \| \| Parapseudes latifrons \| \| \| \| \| \| Parapseudes neglectus \| \| \| \| \| \| Parapseudes pedispinis \| \| \| \| |
|             | \| \| Parapseudes francispori \| \| \| \| \| \| Parapseudes latifrons \| \| \| \| \| \| Parapseudes neglectus \| \| \| \| \| \| Parapseudes pedispinis \| \| \| \| |
|             | Discapseudes |
|             | |
|             | Halmyrapseudes |
|             | |
|             | Pakistanapseudes |
|             | |
|             | Saltipedis |
|             | |
|             | Trichapseudes |
|             | |
|             | Parapseudes francispori |
|             | |
|             | Parapseudes latifrons |
|             | |
|             | Parapseudes neglectus |
|             | |
|             | Parapseudes pedispinis |
|             | |

|  | Parapseudes francispori |
|  |                         |
|  | Parapseudes latifrons   |
|  |                         |
|  | Parapseudes neglectus   |
|  |                         |
|  | Parapseudes pedispinis  |
|  |                         |